# Норт-Каскейдс (национальный парк)
Норт-Каске́йдс (англ. North Cascades National Park, «северные каскады») — национальный парк в США, на севере штата Вашингтон, на границе с Канадой. Создан для защиты высокогорных ландшафтов, включающих в себя хвойные леса, альпийские луга и высокогорную тундру, ледники, ущелья, горные реки и озёра.
Парк вместе с двумя национальными зонами отдыха — Росс-Лейк и Лейк-Шелан — входит в комплекс, подчиняющийся Службе национальных парков США. Это самый большой такой комплекс в США за пределами штата Аляска. Кроме того, окружающие комплекс территории в США имеют статус национальных лесов (англ. National Forests) и незаселённых территорий (англ. Wildernesses). С канадской стороны парк также граничит с природоохранными территориями. Национальный парк разделён на две единицы, южную и северную, между которыми находятся озеро Росс и вытекающая из него река Скаджит (входящие в национальную зону отдыха Росс-Лейк).

## География
Парк Норт-Каскейдс находится в трёх различных речных бассейнах. Южная его часть имеет водосток в озеро Шелан, относящееся к бассейну реки Колумбия. Северная часть принадлежит к бассейну озера Росс и реки Скаджит. Наконец, одна из долин на севере парка уходит через границу в Канаду, с водостоком в озеро Чиллиуок, принадлежащее бассейну реки Фрейзер.
На территории парка находятся пять горных вершин высотой более 2700 метров. Наивысшая точка — гора Гуд — имеет высоту 2806 м.
В парке находятся более 300 ледников. Здесь самая большая концентрация ледников в США вне Аляски. Из-за климатических изменений площадь оледенения постоянно сокращается.

## Природа
Хвойные леса, сохранившиеся на территории Норт-Каскейдс — остатки лесного покрова, когда-то занимавшего всё тихоокеанское побережье Канады и северо-западных штатов США. Основные деревья в этих лесах — пихта Дугласа и складчатая туя. В качестве подлеска распространены папоротники.
Из крупных млекопитающих в парке встречаются гризли, барибал, волк, пума, снежная коза. Встречаются также более 200 видов птиц, три из которых (белоголовый орлан, Synthliboramphus hypoleucus и пятнистая неясыть) находятся под охраной.

## Туризм
В парке имеются два информационных центра и несколько кемпингов. Парк пересекает шоссе (англ. North Cascades Scenic Highway), проходящее по долине Скаджит (Skagit Valley) и закрытое для проезда в зимние месяцы. Есть множество возможностей для активного отдыха.